# Tinamus guttatus
Il tinamo gola bianca (Tinamus guttatus Pelzeln, 1863) è un uccello della famiglia Tinamidae, diffuso a nord dalla Colombia sud-orientale e dal Venezuela meridionale verso sud fino alla Bolivia settentrionale e verso est fino al Brasile nord-orientale.

## Descrizione
Lunghezza: 32–36 cm.
Peso: 623-652 g (maschio), 680-800 g (femmina).
Gola occasionalmente di colore camoscio, dorso cioccolato-bruno da chiaro a scuro; qualche volta è presente una leggera barratura nera sulla parte posteriore del dorso, sul groppone e sulle remiganti interne.
Sulle copritrici delle ali e sulle remiganti interne si riscontrano, in numero variabile, una serie di punti bianchi o camoscio.
GiovaniHanno una punteggiatura pallida sulle parti superiori.

## Biologia

### Alimentazione
Poco conosciuta; il contenuto di due stomaci di animali brasiliani hanno evidenziato qualche centinaio di formiche, qualche seme e della sabbia fine.

### Riproduzione
Il periodo riproduttivo va da marzo ad aprile. Vengono deposte 5-6 uova di colore turchese.

## Distribuzione e habitat
Foresta pluviale primaria, fino ad un'altitudine di 850 m (raramente arriva fino a 1.100 m); tipico della tierrafirme.

## Conservazione
La revisione del 2012 ha ridefinito lo status della specie, che viene ora classificata come prossima alla minaccia.

Il pericolo maggiore deriva dalla distruzione del suo habitat con la deforestazione dell'Amazzonia.